# Janez Korošec
Janez Korošec, slovenski politik, * 8. junij 1924, Koprivnik v Bohinju, † 9. december 2015, Podkoren
Janez je novembra 2015 zaradi starosti in bolezni odšel iz Koprivnika v Podkoren in tam tudi 9. decembra umrl. Pogrebna slovesnost je bila na pokopališču na rodnem Koprivniku, pokopan pa je na ljubljanskih Žalah.

## Odlikovanja in nagrade
Leta 1998 je prejel častni znak svobode Republike Slovenije z naslednjo utemeljitvijo: »za dolgoletno prizadevno delovanje in izjemne dosežke pri razvoju vasi Koprivnik in Gorjuše in za druga dejanja, pomembna za promocijo Bohinja zunaj meja Republike Slovenije«.